# 铁尔米兹
铁尔米兹（羅馬化：Termez）是乌兹别克斯坦的苏尔汉河州(Surxondaryo Viloyati)首府，位于乌兹别克斯坦-阿富汗边境阿姆河口北岸，是乌兹别克斯坦与阿富汗两国之间的交通要道。铁尔米兹土地肥沃，农业发达。

## 历史

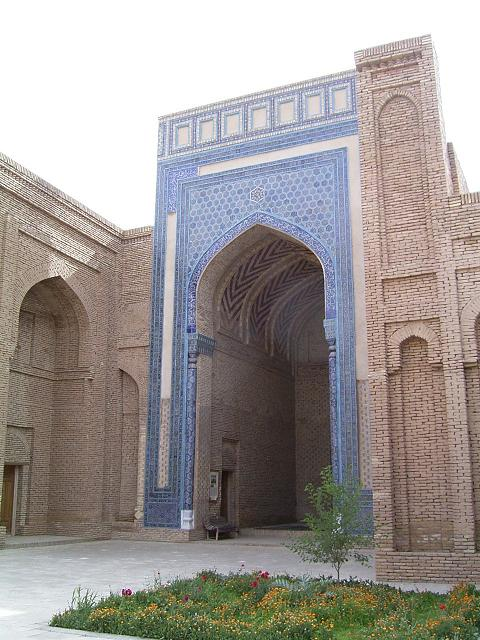
苏丹陵

中国古代文献中，《大唐西域記》称之为呾蜜国，《新唐书》称之为怛满、《元史》称之为忒耳迷、《明史》称之为迭里迷。
公元前3世紀时呾蜜被大夏管轄，1世紀至2世紀貴霜王朝時呾蜜是一个佛教中心。
唐貞觀年间，高僧玄奘曾到此地，《大唐西域記》“顺缚刍河北下流至呾蜜国。呾蜜国。东西六百余里。南北四百余里。国大都城，周二十余里。东西长南北狭。伽蓝十余所。僧徒千余人……东至赤鄂衍那国”。说明在7世纪末，佛教在呾蜜仍旧流行。但在8世紀後呾蜜变為回教中心。
《新唐书》：“怛满，或曰怛没，东陀拔斯，南大食， 皆一月”。
1221年成吉思汗在忒耳迷渡阿姆河，遭受城中军民顽强抵抗，誓不投降，成吉思汗破城后下令屠城，忒耳迷被毁。
明永樂年间，吏部验封司员外郎陈诚出使帖木儿帝国，曾在迭里迷安营二日：“十五日，晴。早起，向南行，复向东，经大村，约行五十里，至一河边河，名阿木，有小舟七八个。东岸有城池，名迭里迷。于河岸上安营，住二日，过渡。”。帖木儿重建的新城，离旧城十多里，当时人口十分稀少，只有几百户人家：“迭里迷城在撒马儿罕之西南（应为南偏东），去哈烈二千余里，城临阿木河之东岸，依水崖而立，河水稍宽，无舟楫难渡通，稍略据险要。城之内外，居民数百家，孳畜蕃息，河水多鱼。旧城相去十余里，河东地隶撒马儿罕所辖。”
帖爾米茲与阿富汗有“阿富汗-乌茲別克斯坦友谊桥”大桥相连。1979年-1989年这里是苏联入侵阿富汗时的主要陆上通道。苏联曾在此屯兵十万，并于此建立前方指挥部。1989年，最后一批侵阿苏军由此离开阿富汗。

## 延伸阅读
[在维基数据编辑]
 《欽定古今圖書集成·方輿彙編·邊裔典·呾蜜部》，出自陈梦雷《古今圖書集成》
 《欽定古今圖書集成·方輿彙編·邊裔典·迭里迷部》，出自陈梦雷《古今圖書集成》
 《明史卷三百三十二》，出自《明史》